# Felix Boehmer
Felix Boehmer (ur. 5 września 1851 w Szczecinie, zm. 16 listopada 1920 w Stargardzie) – niemiecki prawnik, członek Pruskiej Izby Deputowanych oraz historiograf Pomorza.

## Życiorys
Felix Boehmer ukończył liceum ogólnokształcące o profilu prawniczym. Latem 1870 roku wstępuje do Bractwa Frankonia w Heidelbergu. W tym samym roku rozpoczyna studia na Uniwersytecie w Getyndze, następnie w Berlinie. Wkrótce zostaje wiceprezesem Wyższego Sądu Okręgowego w Szczecinie. W 1892 został powołany na sędziego w Sądzie Rejonowym w Wolinie. Następnie został przeniesiony do Sądu Okręgowego w Stargardzie, gdzie pełnił także funkcję członka prezydium sądu. W tym czasie był też porucznikiem Landwehry.
W wyniku wyborów w 1907 został członkiem Pruskiego Parlamentu, do którego wybrany został w 4 okręgu obejmującym powiaty Pyritz, Saatzig oraz miasto Stargard. Mandat pełnił do 1913 z ramienia Pruskiej Partii Konserwatywnej.
Felix Boehmer był badaczem historii Pomorza oraz autorem kilku monografii miast.

## Rodzina
W 1881 przyszedł na świat jego syn Gustaw, późniejszy profesor prawa, m.in. na Uniwersytecie we Fryburgu. Zmarł w 1969.

## Publikacje
- Beiträge zur Geschichte meines Geschlechts, Verlag Dr. v. H. Susenbeth, 1896
- Geschichte der Stadt Rügenwalde bis zur Aufhebung der alten Stadtverfassung (1720), Stettin, 1900
- Geschichte der Stadt im Mittelalter - mit Karten, Stadtplänen und Abbildungen von städtischen Wehrbauten, kirchlichen Bauten, des Rathhauses, des Stadtsiegels und städtischer Münzen, Verlag Hendess, Stargard in Pommern, 1903
- Geschichte der Stadt Stargard in Pommern (części 1 i 2), Stargard, 1903/1904
- Geschichte der Stadt im 16. und 17. Jahrhundert, F. Hendess, Stargard in Pommern, 1904
- Protokolle des Stargarder geistlichen Gerichts aus der Reformationszeit, F. Hendess, Stargard in Pommern, 1917